# انگس مک‌لارن
انگس مک‌لارن (انگلیسی: Angus McLaren؛ زادهٔ ۱۹۴۲) مورخ و استاد بازنشستهٔ دانشگاه ویکتوریا در بریتیش کلمبیا است. وی یکی از مورخان پیشرو و برجسته در زمینهٔ تاریخ میل و آمیزش جنسی در انسان است.

## گزیدهٔ کتاب‌ها و مقالات
- تاریخچه پیشگیری از بارداری: از دوران باستان تا به امروز
- باج‌گیری جنسی: یک تاریخچهٔ مدرن
- نسخه‌ای برای قتل: قتل‌های زنجیره‌ای ویکتوریایی دکتر توماس نیل کریم. انتشارات دانشگاه شیکاگو، شیکاگو، ۱۹۹۳.[۳][۴]
- محاکمه‌های مردسالارانه: مطالعاتی در مورد نظارت بر مرزهای جنسی، ۱۸۷۰–۱۹۳۰. انتشارات دانشگاه شیکاگو، شیکاگو، ۱۹۹۷.[۵][۶][۷]
- جنسیت قرن بیستم: یک سرگذشت[۸]
- ناتوانی جنسی: یک پیشینهٔ فرهنگی. انتشارات دانشگاه شیکاگو، شیکاگو، ۲۰۰۷.[۹][۱۰][۱۱] شابک ‎۹۷۸۰۲۲۶۵۰۰۷۶۸
- تولیدمثل با نیت قبلی: سکس، ربات‌ها، درختان، و نوزادان لوله‌آزمایشی در بریتانیای میان دو جنگ. انتشارات دانشگاه شیکاگو، شیکاگو، ۲۰۱۲.[۱۲][۱۳]